# Islande au Concours Eurovision de la chanson 2018
L'Islande est l'un des quarante-trois pays participants au Concours Eurovision de la Chanson 2018 qui se déroule à Lisbonne au Portugal. Le pays est représenté par Ari Ólafsson et sa chanson Our Choice, sélectionnés via l'émission Söngvakeppnin 2018. Ne recevant que 15 points, le pays termine en 19e et dernière place de sa demi-finale, ce qui ne lui permet pas de se qualifier.

## Sélection
Le pays a confirmé sa participation le 8 août 2017, en confirmant également l'utilisation d'une sélection nationale pour le choix de la chanson.

### Format
La sélection est composée de deux demi-finales et d'une finale. Elle se déroule de la même manière que les années précédentes. Douze artistes participent à la sélection. Ils seront répartis par groupes de six dans deux demi-finales. À l'issue de chacune d'elles, trois artistes se qualifieront, désignées par le télévote islandais.
La finale désignera le vainqueur parmi les six artistes encore en lice. Tout d'abord, lors d'une première phase, une combinaison du télévote et d'un vote des jurys désigne deux artistes qui se qualifient pour la superfinale. Le télévote désigne, dans un deuxième temps, le gagnant parmi les deux artistes encore en compétition.

### Chansons
Douze candidats concourront lors de la sélection. Chaque chanson doit être en islandais mais peut bénéficier d'une version en anglais. Les participants ont été annoncés le 19 janvier par le diffuseur.
| Artiste                  | Chanson           | Chanson                 |
| Artiste                  | Titre islandais   | Titre anglais           |
| ------------------------ | ----------------- | ----------------------- |
| Ari Ólafsson             | Heim              | Our Choice              |
| Aron Hannes              | Golddigger        | Gold Digger             |
| Áttan                    | Hér með þér       | Here for You            |
| Dagur Sigurðarson        | Í stormi          | Saviour                 |
| Fókus                    | Aldrei gefast upp | Battleline              |
| Guðmundur Þórarinsson    | Litir             | Colours                 |
| Heimilistónar            | Kúst og fæjó      | Pas de version anglaise |
| Rakel Pálsdóttir         | Óskin mín         | My Wish                 |
| Stefania, Agnes & Regína | Svaka stuð        | Heart Attack            |
| Tómas & Sólborg          | Ég og þú          | Think It Through        |
| Þórir & Gyða             | Brosa             | With You                |
| Þórunn Antonía           | Ég mun skína      | Shine                   |

### Demi-finales

#### Première demi-finale
| # | Artiste               | Chanson           | Télévote | Place |
| - | --------------------- | ----------------- | -------- | ----- |
| 1 | Þórunn Antonía        | Ég mun skína      |          | 5     |
| 2 | Tómas & Sólborg       | Ég og þú          |          | 6     |
| 3 | Ari Ólafsson          | Heim              |          | 1     |
| 4 | Heimilistónar         | Kúst og fæjó      |          | 2     |
| 5 | Fókus                 | Aldrei gefast upp |          | 3     |
| 6 | Guðmundur Þórarinsson | Litir             |          | 4     |

#### Deuxième demi-finale
La deuxième demi-finale aura lieu le 17 février 2018 à Reykjavík. Six chansons concourront pour trois des six places restantes en finales. Les chansons gagnantes seront déterminées par télévote.
| # | Artiste                  | Chanson     | Télévote | Place |
| - | ------------------------ | ----------- | -------- | ----- |
| 1 | Aron Hannes              | Golddigger  |          | 2     |
| 2 | Rakel Pálsdóttir         | Óskin mín   |          | 6     |
| 3 | Stefanía, Agnes & Regína | Svaka stuð  |          | 5     |
| 4 | Þórir & Gyða             | Brosa       |          | 4     |
| 5 | Dagur Sigurðsson         | Í stormi    |          | 1     |
| 6 | Áttan                    | Hér með þér |          | 3     |

### Finale
Lors de la finale, les six artistes encore en compétition interprètent leur chanson. S'ensuit un premier tour de vote, combinant pour moitié un jury et pour l'autre le télévote islandais, au terme duquel les deux artistes le mieux classés se qualifient pour la superfinale. Le télévote seul désignera ensuite le vainqueur de la sélection parmi ces deux chansons.
- Qualifiés
- Vainqueur

| Finale | Finale           | Finale       | Finale   | Finale | Finale | Finale |
| #      | Artiste          | Chanson      | Télévote | Jury   | Total  | Place  |
| ------ | ---------------- | ------------ | -------- | ------ | ------ | ------ |
| 1      | Fókus            | Battleline   | 12 859   | 13 091 | 25 950 | 5      |
| 2      | Áttan            | Here for You | 3 360    | 10 637 | 13 997 | 6      |
| 3      | Ari Ólafsson     | Our Choice   | 18 408   | 17 453 | 35 861 | 2      |
| 4      | Heimilistónar    | Kúst og fæjó | 17 619   | 14 183 | 31 802 | 3      |
| 5      | Aron Hannes      | Gold Digger  | 14 848   | 16 090 | 30 938 | 4      |
| 6      | Dagur Sigurðsson | Í stormi     | 24 547   | 20 183 | 44 730 | 1      |

| Superfinale      | Superfinale  | Superfinale | Superfinale | Superfinale |
| Artiste          | Chanson      | Télévote    | Pourcentage | Place       |
| ---------------- | ------------ | ----------- | ----------- | ----------- |
| Ari Ólafsson     | "Our Choice" | 44 919      | 53,23 %     | 1           |
| Dagur Sigurðsson | "Í stormi"   | 39 474      | 46,77 %     | 2           |

Finalement, Ari Ólafsson et sa chanson Our Choice sont sélectionnés pour représenter l'Islande lors de l'Eurovision 2018.

## À l'Eurovision
L'Islande a participé à la première demi-finale, le 8 mai 2018. Elle s'y classe 19e et dernière, ne recevant que 15 points de la part des jurys, le télévote ne lui ayant attribué aucun point. L'Islande échoue donc à se qualifier pour la quatrième année d'affilée.